# ボール・エアロスペース&テクノロジーズ
ボール・エアロスペース&テクノロジーズ(英語:Ball Aerospace & Technologies)は宇宙機械、コンピューター、国防機器、民間・通信宇宙アプリケーションなどの製造企業。密封瓶で有名なボール・コーポレーションの完全子会社であり、本社はコロラド州のボルダーにあり、設備は同じくコロラド州のブルームフィールドとウェストミンスターに存在する。支店はニューメキシコ、オハイオ、ジョージア、北ヴァージニア、メリーランドに存在する。
ボール・エアロスペースは1956年、軍のロケットのための標準制御システムの製作を始め、その後NASAの最初の宇宙機械の一つである太陽観測衛星の製作契約を獲得した。それ以降の長い間、多くの技術と科学計画を担当して、NASAへの航空宇宙技術と関連産業の提供を継続している。
ボール・エアロスペースは潤滑油、光学システム、恒星追跡航法支援装置、アンテナなど航空宇宙産業のために多くの製品やサービスを持っている。2008年、ボール・エアロスペースはボール・コーポレーションの完全子会社として世界で88番目に大規模な防衛企業とされている。コロラド州ブルームフィールドの本社は親会社であるボール・コーポレーションと共同の本社である。

## 製造

### 現在の計画
- オービタル・エクスプレス
  - 自動衛星サービス計画[2]
- ジェイムズ・ウェッブ宇宙望遠鏡
  - 宇宙誕生後早期の恒星の研究
- WorldView-2
  - 地球観測衛星[3]
- オプティクス
  - 地球観測情報資格化アプリケーション[4]

### 過去に製造した機器
- ケプラー宇宙望遠鏡
  - 太陽系外惑星探査と生命の可能性のある惑星捜索[5]

- 広域赤外線探査衛星
  - 赤外線天文衛星。近傍で低温な恒星の発見などが目標。ジェイムズ・ウェッブ望遠鏡の前任的位置にある。

- クイックバード、WorldView-1、WorldView-2
  - DigitalGlobe社の地球観測衛星
- スピッツァー宇宙望遠鏡
  - 望遠鏡のための器具類。低温冷却装置、三機の科学装置のうち、IRS、MIPS
- ハッブル宇宙望遠鏡
  - ハッブル望遠鏡用パッケージ装置、掃天観測用高性能カメラ・宇宙起源分光器・広域カメラ（これらは2009年のサービスミッションSTS-125で取り付けられた）
- AEROS
  - 大気学研究衛星[6]
- CALIPSO
  - アメリカ航空宇宙局とフランス国立宇宙研究センターの地球観測衛星。
- クラウドサット
  - NASAの地球観測衛星。
- ディープ・インパクト (探査機)
  - 探査機自体と全てのパッケージ器具。
- スペースシャトル計画
  - 恒星追跡航法支援装置
- マーズ・リコネッサンス・オービター
  - HiRISE (カメラ)
- JSF
  - コンフォーマルアンテナ
- マーズ・エクスプロレーション・ローバー
  - ハイゲインアンテナジンバルとパノラマカメラマストアセンブリー
- 軌道上太陽観測衛星
  - 太陽観測衛星
- IRAS
  - 低温冷却装置、デュワー、サンシェード
- OH-58 カイオワ
  - ローターマスト上の捜索標準器
- SBUV/2
  - 太陽後方散乱紫外放射計

## 註
1. ↑  “Defense News Top 100”.   Defense News Research (2008年). 2011年11月6日閲覧。
2. ↑  Oribital Express Archived 2007年6月10日, at the Wayback Machine.
3. ↑  DigitalGlobe announces Ball building WorldView 2 satellite
4. ↑  Opticks
5. ↑  Kepler Space Observatory Archived 2006年10月18日, at the Wayback Machine.
6. ↑  Yenne, Bill (1985). The Encyclopedia of US Spacecraft. Exeter Books (A Bison Book), New York. ISBN 0-671-07580-2p.12 AEROS